# Schoolreis (Munir de Vries)
Schoolreis is een artistiek kunstwerk in Amsterdam-Zuidoost.
Kunstenaar Munir de Vries kreeg de opdracht een grijs en geel opslagplaatsje van sportartikelen van "De Holendrechtschool" op te fleuren met een muurschildering. De omgeving en gebouw van de school was weinig kleurrijk, voornamelijk grijs en blauw. De opdracht was een voortvloeisel van een wedstrijd (Hekketon, zie bijvoorbeeld brug 875) om bouwhekken een kleuriger aanzien te geven. De Vries ontwierp na overleg met een aantal leerlingen deze driedimensionale “ruimtebus” (het gebouwtje werd rondom beschilderd). De Vries omschreef het zelf als een autobus voor een schoolreisje. Van een aantal leerlingen werd gevraagd een omschrijving te geven van een persoon met wie ze die reis graag zouden ondernemen. Zo zijn er een olifant en een robot te zien. De Vries omschreef het zelf als een "schattige schildering". De bestuurder van de bus is ook te zien; hij bestaat uit kleine figuurtjes, waarmee de kunstenaar wilde vertellen dat “we het met z’n allen moeten doen”.
De muurschildering op het gebouwtje gaat gepaard met een muurschildering met klimwand op een blinde muur van het schoolgebouw. Deze schildering heeft een meer astronomisch karakter.
De buurt kent ook nog een op de grond liggende muurschildering van De Vries; het vormt de vloer van een “stangenpark”, een reeks duikelrekken.

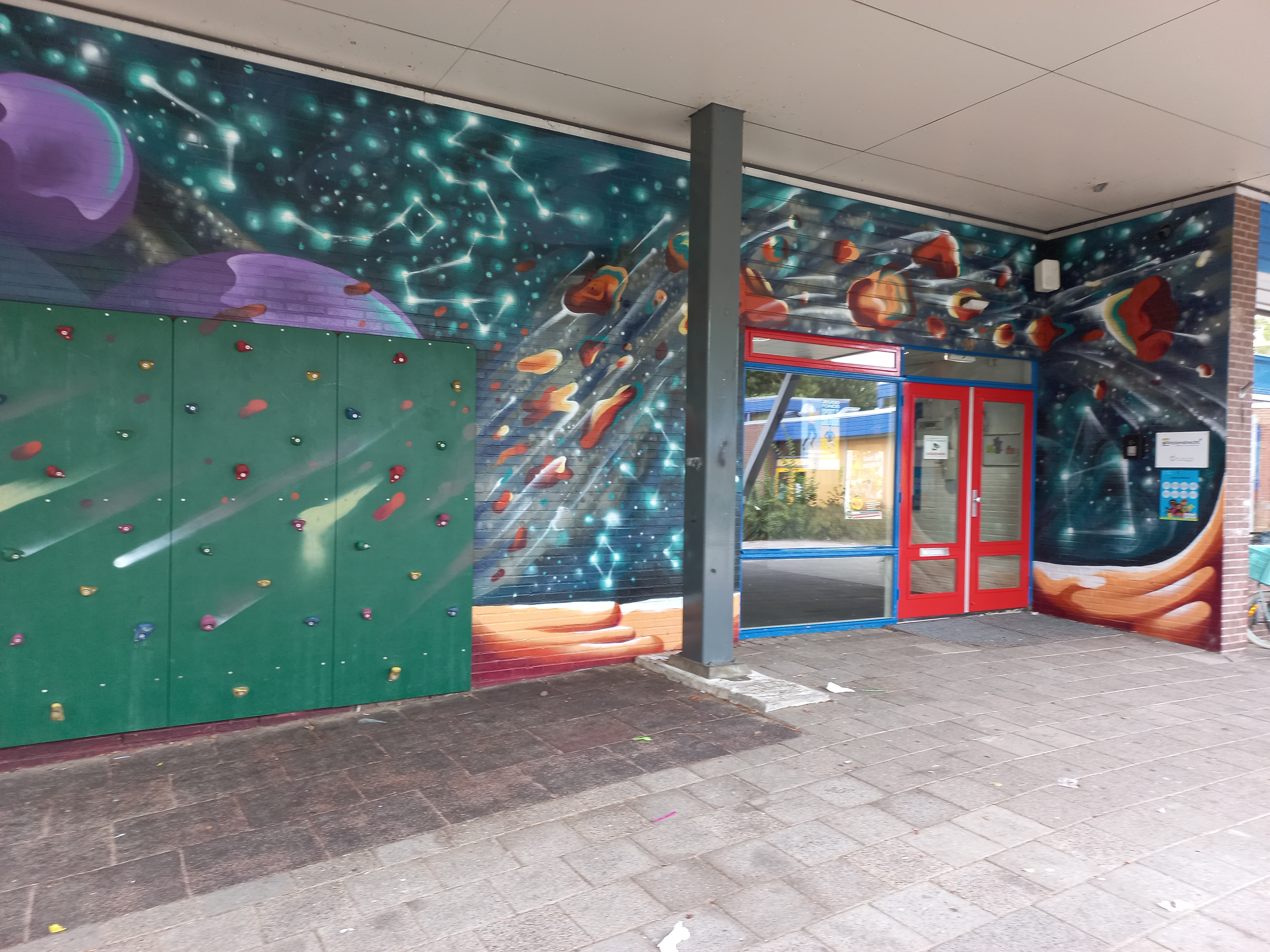
Schildering met klimwandje (september 2023)